# Reza Shahroudi
Reza Shahroudi (n. Teherán. Irán, 21 de febrero de 1972) es un exfutbolista y actual entrenador iraní, que jugaba de mediocampista y militó en diversos clubes de Irán, Turquía y China.

## Selección nacional
Con la Selección de fútbol de Irán, disputó 40 partidos internacionales y anotó solo 14 goles. Incluso participó con la selección iraní, en una sola edición de la Copa Mundial. La única participación de Shahroudi en un mundial, fue en la edición de Francia 1998. donde su selección quedó eliminado, en la primera fase de la cita de Francia.

### Participaciones en Copas del Mundo
| Mundial                        | Sede    | Resultado    |
| ------------------------------ | ------- | ------------ |
| Copa Mundial de Fútbol de 1998 | Francia | Primera Fase |

## Clubes
| Club             | País    | Año         |
| ---------------- | ------- | ----------- |
| Keshavarz        | Irán    | 1990 - 1992 |
| Persépolis       | Irán    | 1992 - 1997 |
| Altay            | Turquía | 1997 - 1998 |
| Persépolis       | Irán    | 1998 - 1999 |
| Dalian Shide     | China   | 1999        |
| Persépolis       | Irán    | 2000 - 2003 |
| Pasargad Teherán | Irán    | 2003 - 2006 |
| Paykan           | Irán    | 2006 - 2007 |